# Турецко-болгарский союз
Турецко-болгарский союз ― соглашение о военном альянсе, подписанное в Софии 19 августа 1914 года между правительствами Болгарии и Османской империи во время первого месяца Первой мировой войны (обе стороны на тот момент были нейтральными). Министр внутренних дел Турции Талаат-паша и председатель Палаты депутатов Халил Бей подписали договор от имени Османской империи, а премьер-министр Васил Радославов ― от имени Болгарского царства. Османско-болгарский союз был, вероятно, предпосылкой для присоединения Болгарии к Центральным державам после того, как Турция вступила в войну в ноябре.
Договор о союзе имел семь статей. Это был чисто оборонительный договор: он обязывал подписавшего вступать в войну только в том случае, если другой подвергнется нападению со стороны третьей балканской страны. Обе державы также согласились не нападать ни на одну другую балканскую страну без предварительной консультации друг с другом. Статья 4 оставила открытой возможность османских войск пересекать болгарскую землю для нападения на другую державу. В случае конфликта без предварительной консультации обе обещали друг другу нейтралитет. Болгария пообещала уведомить Турцию о любой мобилизации со своей стороны, и в статье 5 Турция соглашалась договориться о подтверждении нейтралитета Румынии. Кроме того, договор должен был храниться в секрете и действовать в течение всей общеевропейской войны. Несмотря на то, что этот договор, был тайным, как и договор с Германией от 2 августа, болгарский договор был более последовательным и целенаправленным документом.
После подписания османы продолжали настаивать на расширении наступательного союза, направленного против России, но безрезультатно. 22 августа великий визирь Саит Халим отклонил толкование османско-германского союза, согласно которому Турция должна была объявить войну, когда это сделала Германия. Он приказал министрам вести переговоры в разных направлениях: с Румынией, Россией, Грецией и Францией. Когда переговоры об антироссийском союзе с Румынией также не дали результатов, 30 августа османы объявили своим немецким союзникам, что болгарский союз, направленный против Сербии и Греции, более реален. Немцы возражали, но османы направили полковника в Софию, чтобы все равно начать переговоры с болгарским генеральным штабом. Даже после вступления в войну османы не информировали немцев о существовании договора с болгарами вплоть до 17 декабря 1914 года. Болгары согласились вступить в войну на стороне центральных держав лишь после подписания Софийской конвенции 6 сентября 1915 года.